# Vaudrimesnil
Vaudrimesnil település Franciaországban, Manche megyében. Lakosainak száma 468 fő (2018. január 1.). Vaudrimesnil Périers, Millières, Muneville-le-Bingard, La Ronde-Haye, Saint-Sauveur-Lendelin és Saint-Aubin-du-Perron községekkel határos.

## Népesség
A település népessége az elmúlt években az alábbi módon változott:
| Lakosok száma | 294  | 332  | 286  | 386  | 414  | 377  | 381  | 469  | 465  | 468  |
|               | 1968 | 1975 | 1982 | 1999 | 2006 | 2011 | 2013 | 2016 | 2017 | 2018 |